# Wildes Mannle
De Wildes Mannle is een 3023 meter (volgens andere bronnen 3019 meter) hoge bergtop in de Weißkam van de Ötztaler Alpen in het Oostenrijkse Tirol.
De top ligt ten zuidoosten van de Wildspitze bij Vent. De rotstop kan via een makkelijke bergtocht vanaf de Breslauer Hütte in ongeveer anderhalf uur worden bereikt.